# Joan Mitchell
Joan Mitchell, född 1926 i Chicago, död 1992 i Paris, var en amerikansk konstnär inom den abstrakta expressionismen och i början av 1950-talet en av de främsta företrädarna för New York-skolan.

## Biografi
Efter inledande konststudier i USA och Frankrike, flyttade Mitchell till New York 1949 där hon fortsatte sina studier. Hon anslöt sig samtidigt till New York-skolan och från 1950 var hennes verk uteslutande abstrakta. De inspirerades ofta av natur och landskap, musik eller lyrik, och har gärna en rytmisk komposition med kontrasterande färger och ytor.
Mitchells målningar uppvisar kraftfulla penseldrag och har ofta stort format, inte sällan över mer än en duk, men hon använde även mindre format. Förutom oljemålning på duk, arbetade hon med olika medier på papper och olika typer av grafik, och de sista åren började hon även använda pastell.
Från 1955 tillbringade Mitchell alltmer tid i Frankrike. Hon flyttade till Paris 1959, och 1968 bosatte hon sig i Vétheuil utanför Paris, där hon köpt hus och mark. Hela sin karriär fortsatte hon att vidareutveckla sin abstrakta konst, men huvudsakligen med liknande typer av inspirationskällor.

## Joan Mitchell Foundation
Mitchells kvarlåtenskap förvaltas av Joan Mitchell Foundation, som i enlighet med Mitchells testamente även bedriver verksamhet för att stödja unga konstnärer, bland annat med stipendier.